# Kvarntjärnen (Trehörningsjö socken, Ångermanland, 707188-164315)
Kvarntjärnen är en sjö i Örnsköldsviks kommun i Ångermanland och ingår i Husåns huvudavrinningsområde.